# Mărunței
Mărunței è un comune della Romania di 4 539 abitanti, ubicato nel distretto di Olt, nella regione storica della Muntenia. 
Il comune è formato dall'unione di tre villaggi: Bălănești, Malu Roșu, Mărunței.